# Občina Cirkulane
Občina Cirkulane je ena od občin v Republiki Sloveniji. Občina je nastala 1. marca 2006 z izločitvijo iz občine Gorišnica. Ima okrog 2300 prebivalcev.

## Naselja v občini
Brezovec, Cirkulane, Dolane, Gradišča, Gruškovec, Mali Okič, Medribnik, Meje, Paradiž, Pohorje, Pristava, Slatina, Veliki Vrh

## Geografski položaj občine
Območje nove občine Cirkulane s površino 32 km² leži v vzhodnih Halozah ob hrvaško-slovenski meji.

## Opis vasi
- Brezovec je razloženo naselje večinoma na pobočjih dolin potokov Duga in Bela. Na prisojnih legah je bilo včasih veliko več vinogradov kot danes.
- Cirkulane, nekoč sv. Barbara v Halozah, je razgibano naselje, obdano z vinogradi, gozdovi, travniki in njivami. Današnjo podobo Cirkulan je izoblikoval potok Bela s svojimi pritoki Belica, Duga in Gradiški potok. Naselje krasi župnijska cerkev sv. Barbara z 52 m visokim zvonikom. Zgrajena je bila v 12. stoletju, današnjo podoba pa ima iz 18. stoletja.
- Dolane so razloženo naselje v spodnjem delu doline potoka Bele. Gručasto jedro je naslonjeno na vznožje Haloz, v dolini prevladujejo travniki in njive. Na skali litotamnijskega apnenca stoji grad Borl iz 12. stol., ki je varoval brod z mitnico.
- Gradišča so razloženo naselje v povirju Gradiškega potoka. Na prisojnih pobočjih je precej vinogradov, na dolinskem dnu pa travniki in pašniki.
- Gruškovec je razloženo obmejno naselje, na slemenih nad dolinama potokov Bela in Duga, jv. od Gruškovskega Huma (341m). Na prisojnih pobočjih so manjši vinogradi, na osojah pa gozd.
- Mali Okič je razloženo slemensko naselje ob hrvaški meji. Na prisojnih slemenih prevladujejo manjši vinogradi, ki nižje preidejo v njive in travnike, na osojnem pobočju pa v gozd.
- Medribnik - vas so prvi naseljenci zelo hitro naselili zaradi njene lepe lege ob potoku Belici, ki ima svoj izvir v gozdu imenovanem Belšak. Precej hitro so jo odkrili tudi grajski gospodje na Borlu, saj so si v tem območju naredili po pripovedovanju domačinov tri ribnike, ki so dali kraju tudi ime.
- Meje so razloženo obmejno naselje v povirju potoka Bela. Tik ob meji s Hrvaško je na lepi razgledni točki cerkev sv. Florijana.
- Paradiž je razloženo naselje med dolinama potokov Bela in Belana.
- Pohorje je razloženo naselje vzhodno od potoka Belane. Tam je cerkev sv.Elizabete, ki je bila zgrajena pred letom 1673.
- Pristava je razloženo naselje na pobočjih levega brega potoka Belane. Na pobočjih je med najmanjšimi kmetijami in počitniškimi hišicami nekaj vinogradov, v dolini prevladujejo travniki.
- Slatina je razloženo naselje na pobočjih levega brega potoka Belana.
- Veliki Vrh je razloženo naselje z gručastim jedrom vrh slemena, vzhodno od doline potoka Bela. Na prisojnih pobočjih so vinogradi, na slemenu pa manjše kmetije in počitniške hišice. Romarska baročna cerkev sv. Ane je bila zgrajena med letoma 1686 in 1699, ima baročno opravo.